# Лада Денс
Лада Денс (справжнє ім'я Лада Євгенівна Волкова; нар. 11 вересня 1966, Калінінград) — радянська і російська естрадна співачка, джазова співачка, акторка.

## Біографія
Народилася 11 вересня 1966 у Калінінграді.
Закінчила музичну школу, а пізніше музичне училище: спочатку факультет академічного вокалу, а потім перейшла на джазово-естрадний.
Музичну кар'єру почала з виступів у складі шкільного гурту, де співала і грала на клавішних інструментах. Під час навчання в музичному училищі співала на танцмайданчику і у ресторані.
У 1988 році, на фінальному концерті фестивалю естрадної пісні Юрмала-88, знайомиться з Аліною Вітебською і Світланою Лазаревою. Незабаром жінки формують тріо «Женсовет», продюсером якого стає чоловік Аліни — Харитон Вітебський. Країна жила перебудовою, тому замість пісень про любов співачки вирішили виконувати пісні про соціальні проблеми часу. Але невдовзі така пісенна тематика стала немодною, і тріо розпалося.
Якийсь час працює бек-вокалісткою у Філіпа Кіркорова, з яким познайомилася в Одесі під час зйомок кліпу для гурту «Женсовет». Співак дозволив заспівати у нього в програмі три пісні сольно. Робота з Кіркоровим допомогла набратися майстерності.
Залишилася в Москві без роботи і підтримки, але повертатися в рідне місто не збиралася. Через півтора року звернулася до клавішника і композитора гурту «Технологія» Леоніда Величковського. Вже в 1992 році з виходом першого хіта «Дівчинка-ніч» починається сольна кар'єра «Лади Денс». Потім виходить реггі — «Жити потрібно в кайф». А в 1993 році виходить дебютний диск «Нічний альбом».
Після сварки з Величковським отримала пропозицію співати на розігріві у гурту «Кар-мен», але з умовою: у неї повинна бути своя тридцятихвилинних програма. Пісень не вистачало, і вона на студії вкрала фонограми Ліки Стар. Саме на тих гастролях народилася «Лада Денс». Сергій Лемох після виступу оголосив: «Це була Лада! А все що позаду неї — денс!» (дівчата на підтанцьовці).
1994 року записує дует зі Львом Лещенком «Ні до чого, ні до чого». Незабаром за допомогою журналіста Михайла Сігалова, що спеціалізується на зв'язках з шоу-бізнесом Німеччини, свої мелодії дають кілька німецьких композиторів, які працюють у стилі диско: М. Восс, Р. Сигель, А. Вайндорф. У Росії на них пишуться російські тексти, і в підсумку виходить альбом «Смак любові» (1996). Новий альбом спрямований на шоу-бізнес Європи, втім, до серйозних контрактів за кордоном він не приводить, хоча музика звучить на фестивалі «Popkomm-95». На початку 1996 року Лада Денс і Лев Лещенко готуються підкорити Європу через Midem.
Все частіше виступає в журналах і як еротична фотомодель. Особливо помітною була її поява на обкладинці журналу «Playboy» (грудень 1996 року).
1997 року у виходить альбом — «Фантазії», на якому вона разом з оркестром Олега Лундстрема записала як свої найкращі пісні, так і класичні зарубіжні джазові та естрадні стандарти (в тому числі — власні версії відомої пісні Мерилін Монро «I wanna be loved by you» і «Woman in love» Барбри Стрейзанд). Диск «Фантазії» стає ніби звітом за попередній творчий період і передоднем нового етапу кар'єри. Продюсеркою останнього диска стала сама Лада Денс.
У тому ж 1997 році виходить ще один альбом «На островах любові».
2004 року режисер Дмитро Фікс запрошує співачку на одну з головних ролей у телесеріалі «Бальзаківський вік, або всі чоловіки сво ...».

## Сім'я
- Перший фактичний чоловік — композитор Леонід Величковський
- Перший офіційний чоловік бізнесмен Свірський Павло Михайлович
- Син Ілля Свірський (1997).
- Дочка Єлизавета Свірська (1999).

## Цікаві факти
Навчалася в одній калінінградської школі з Людмилою Путіної і Олегом Газмановим. Часто навідувалася в гості до Шкребньової (Людмили Путіної). «Ми з Олею, сестрою Людмили, часто слухали у них вдома музику, — згадує Лада Денс. — Досі шлягер тієї пори „У французькій стороні…“ асоціюється у мене з Людмилою».

## Дискографія
- 1993 — Ночной альбом
- 1994 — Танцы у моря
- 1995 — Самое новое — самое лучшее
- 1996 — Вкус любви
- 1997 — Фантазии
- 1997 — На островах любви
- 2001 — Когда цветут сады
- 2002 — Как я любила
- 2005 — Контрольный поцелуй

## Відео
- 1994 — Жить нужно в кайф (VHS, Image Records)
- 1997 — Lada Dance (VHS, Jeff Music corp.)
- 1998 — Аромат Любви
- 1999 — Не буду с тобой